# Cyklon Matthew
Cyklon Matthew – trzynasty nazwany sztorm tropikalny w sezonie huraganowym na Atlantyku w 2010 roku. Maksymalny wiatr wyniósł 60 mph (95 km/h).
Cyklon nawiedził sześć krajów położonych nad Atlantykiem oraz Morzem Karaibskim.
W wyniku przejścia cyklonu najbardziej ucierpiała Nikaragua, gdzie zginęło ponad 70 osób. Porywisty wiatr spowodował zerwanie kilku mostów oraz zniszczenie wielu budynków mieszkalnych. Około 6200 osób pozostało bez dachu nad głową.
W Meksyku, cyklon spowodował liczne lawiny błotne. Meksykańskie władze obawiały się, że w wyniku ich zejścia, mogło zginąć nawet kilkaset osób. Ostatecznie cyklon Matthew spowodował w Meksyku śmierć 43 osób, z czego połowa zginęła w wyniku zejścia lawin błotnych.

## Ofiary cyklonu
| Kraj      | Ofiary śmiertelne |
| --------- | ----------------- |
| Nikaragua | 70                |
| Meksyk    | 43                |
| Wenezuela | 8                 |
| Honduras  | 4                 |
| Salwador  | 1                 |
| Razem:    | 126               |